# Zaviralec aromataze
Zaviralci aromataze ali aromatazni inhibitorji so skupina zdravil za zdravljenje raka dojke in jajčnika pri bolnicah po menopavzi. Zavirajo encim aromatazo, ki sodeluje pri sintezi estrogena. Uporabljajo se pri oblikah raka dojke ali jajčnika, kjer rakave celice potrebujejo estrogen za svojo rast.
Zaviralce aromataze delimo v dve skupini:
- nesteroidni: anastrozol, letrozol ...
- steroidni: ekzemestan ...

## Mehanizem delovanja
Zaviralci aromataze zavirajo delovanje encima aromataza. To je encim iz skupine citokromov P450, ki preoblikuje androgene, nastale v jajčnikih, posteljici, modih in drugih tkivih, v estrogene s tem, da katalizira aromatizacijo obroča A testosterona oz. androstendiona, pri čemer nastane estradiol oz. estron. V predmenopavznem obdobju so poglavitni vir estrogena pri ženskah jajčniki, po menopavzi pa periferna tkiva. V pomenopavzi, ko jajčniki ne delujejo več, so tako aromataze v perifernih tkivih bistvenega pomena pri proizvodnji estrogena in zato so zaviralci aromataze učinkoviti le v pomenopavznem obdobju.

## Neželeni učinki
Zdravila iz vrste zaviralcev aromataze v primerjavi s tamoksifenom, ki se prav tako uporablja za hormonsko zdravljenje raka dojke, nimajo poznejših učinkov na sluznico maternice, tudi tveganje za trombozo je manjše kakor pri tamoksifenu, pogostejši pa so zlomi kosti zaradi osteoporoze. Povzročajo manj vročinskih oblivov kot tamoksifen, vendar več bolečin v mišicah in sklepih. Redko lahko povzročijo utrujenost, otekanje, zvišan krvni tlak, redčenje las, slabost, zaprtje, drisko, bolečino v trebuhu, izgubo teka, glavobol, kašelj in izpuščaj. Pri zdravljenju z zaviralci aromataze so opazili več srčno-žilnih zapletov kot pri zdravljenju s tamoksifenom.